# رآسيبوري

موقع رآسيبوري.

شعار رآسيبوري.

رآسيبوري (بالفنلندية: Raasepori؛ بالسويدية: Raseborg) مدينة فنلندية، تقع في إقليم أوسيما. وقد أنشأت في 1 يناير 2009 بدمج بلديات إكيناس و كاريس و بوهيا في مدينة واحدة.
بلدة يبلغ عدد قاطني المدينة 29.046 ساكن ، و يغطي نطاقها البلدي مساحة قدرها 2.354,22 كم² منها 1.206,5 كم² من المياه. وتبلغ الكثافة السكانية 25,31 نسمة /كم².
استند اسم المدينة الجديدة على قلعة رآسيبوري الموجود في إكيناس ، أو سابقا في بلدية سنابرتونا. و تاريخياً كان اسم المقاطعة أيضاً راسيبورغ في القرن الرابع عشر.
المدينة ثنائية اللغة ، بأغلبية (66.2 ٪) تتحدث السويدية و أقلية (31 ٪) من المتكلمين بالفنلندية.

## أعلام
- باول باكمان
- إدوارد ويسترمارك

## وصلات خارجية
- مدينة رآسيبوري – الموقع الرسمي